# Kanton Guerville
Der Kanton Guerville war bis 2015 ein französischer Kanton im Arrondissement Mantes-la-Jolie im Département Yvelines und in der Region Île-de-France; sein Hauptort war Guerville. Vertreter im Generalrat des Départements war von 1979 bis 2009 Pierre Amouroux (UMP). Nach dessen Tod folgte ihm von 2009 bis 2011 Pierre Blevin (PS). Von 2011 bis 2015 war Maryse Di Bernardo (parteilos) Vertreterin im Generalrat.

## Gemeinden
Der Kanton umfasste 18 Gemeinden:
| Gemeinde              | Einwohner Jahr | Postleitzahl | Code INSEE |
| --------------------- | -------------- | ------------ | ---------- |
| Andelu                | 474 (2013)     | 78770        | 78013      |
| Arnouville-lès-Mantes | 900 (2013)     | 78790        | 78020      |
| Auffreville-Brasseuil | 629 (2013)     | 78930        | 78031      |
| Boinville-en-Mantois  | 325 (2013)     | 78930        | 78070      |
| Boinvilliers          | 271 (2013)     | 78200        | 78072      |
| Breuil-Bois-Robert    | 721 (2013)     | 78930        | 78104      |
| Épône                 | 6462 (2013)    | 78680        | 78217      |
| La Falaise            | 585 (2013)     | 78410        | 78230      |
| Flacourt              | 135 (2013)     | 78200        | 78234      |
| Goussonville          | 613 (2013)     | 78930        | 78281      |
| Guerville             | 2135 (2013)    | 78930        | 78291      |
| Hargeville            | 436 (2013)     | 78790        | 78300      |
| Jumeauville           | 597 (2013)     | 78580        | 78325      |
| Mézières-sur-Seine    | 3626 (2013)    | 78790        | 78402      |
| Rosay                 | 372 (2013)     | 78790        | 78530      |
| Soindres              | 649 (2013)     | 78200        | 78597      |
| Vert                  | 821 (2013)     | 78930        | 78647      |
| Villette              | 524 (2013)     | 78930        | 78677      |

## Bevölkerungsentwicklung
| 1962 | 1968   | 1975   | 1982   | 1990   | 1999   | 2006   |
| ---- | ------ | ------ | ------ | ------ | ------ | ------ |
| 9988 | 11.029 | 13.627 | 14.763 | 18.053 | 18.940 | 19.478 |